# Groovebox
O termo Groovebox foi originalmente usado pela Roland Corporation para à sua MC-303, mas o termo tem entrado em uso geral. Trata-se de um instrumento auto-suficiente na produção ao vivo de música, baseada em loops eletrônicos com alto grau de improvisação do usuário facilitando o controle. O termo "Groovebox" foi originalmente usado pela Roland Corporation para se referir ao seu MC-303, lançado em 1996. Desde então, o termo entrou em uso geral, e remonta ao Movement Computer Systems Drum Computer em 1981.
A Groovebox consiste em três elementos integrados:
- uma ou mais fontes sonoras, como uma bateria eletrônica, um sintetizador ou um sampler
- um sequenciador de música
- uma superfície de controle, ou seja, uma combinação de botões (potenciômetro ou encoder rotativo), sliders e botões, e elementos de visualização (LED e / ou LCD).

A integração desses elementos em um único sistema permite ao músico  construir e controlar uma sequência baseada em padrões, muitas vezes com várias vozes instrumentais ou de percussão tocando ao mesmo tempo.